# Danielsit
Danielsit reprezintǎ un mineral ce are formula chimică:(Cu,Ag)14HgS8, numele provenind de la descoperitorul său John L. Daniels. Acest mineral a fost descoperit în Australia. Are culoarea gri opac; la rupere este friabil. Duritatea sa este evaluată la 2-2,5. Nu este radioactiv.